# Esgrima nos Jogos Olímpicos de Verão de 2012 - Sabre por equipes masculino
A prova de sabre por equipes feminino da esgrima nos Jogos Olímpicos de Verão de 2012 foi realizada no dia 3 de agosto no ExCeL.
A equipe da Coreia do Sul, formada por Gu Bon-gil, Won Woo-young, Kim Jung-hwan e Oh Eun-seok, ganhou a medalha de ouro ao derrotar a Romênia.

## Calendário
Horário local (UTC+1)
| Dia         | Horário | Fase                  |
| ----------- | ------- | --------------------- |
| 3 de agosto | 09:00   | Qualificatórias Final |

## Medalhistas
|  | KOR Coreia do Sul                                  |  | ROU Romênia                                                            |  | ITA Itália                                                |
|  | Gu Bon-gil Won Woo-young Kim Jung-hwan Oh Eun-seok |  | Rareș Dumitrescu Tiberiu Dolniceanu Florin Zalomir Alexandru Sirițeanu |  | Diego Occhiuzzi Aldo Montano Luigi Samele Luigi Tarantino |

## Resultados

### Finais
|  | Quartas-de-final | Quartas-de-final   | Quartas-de-final |                   |    | Semifinal         | Semifinal | Semifinal |                |                | Final          | Final          | Final |
|  |                  |                    |                  |                   |    |                   |           |           |                |                |                |                |       |
|  | 1                | RUS Rússia         | 45               |                   |    |                   |           |           |                |                |                |                |       |
|  | 8                | USA Estados Unidos | 33               |                   |    |                   |           |           |                |                |                |                |       |
|  | 8                | USA Estados Unidos | 33               |                   | 1  | RUS Rússia        | 43        |           |                |                |                |                |       |
|  |                  |                    |                  |                   | 1  | RUS Rússia        | 43        |           |                |                |                |                |       |
|  |                  |                    | 4                | ROU Romênia       | 45 |                   |           |           |                |                |                |                |       |
|  | 5                | CHN China          | 4                | ROU Romênia       | 45 | 30                |           |           |                |                |                |                |       |
|  | 5                | CHN China          |                  |                   |    | 30                |           |           |                |                |                |                |       |
|  | 4                | ROU Romênia        | 45               |                   |    |                   |           |           |                |                |                |                |       |
|  |                  |                    |                  |                   |    |                   |           |           |                |                | 4              | ROU Romênia    | 26    |
|  |                  |                    | 6                | KOR Coreia do Sul | 45 |                   |           |           |                |                |                |                |       |
|  | 3                | GER Alemanha       | 38               |                   |    |                   |           |           |                |                |                |                |       |
|  | 6                | KOR Coreia do Sul  | 45               |                   |    |                   |           |           |                |                |                |                |       |
|  | 6                | KOR Coreia do Sul  | 45               |                   | 6  | KOR Coreia do Sul | 45        |           | Terceiro lugar | Terceiro lugar | Terceiro lugar | Terceiro lugar |       |
|  |                  |                    |                  |                   | 6  | KOR Coreia do Sul | 45        |           | Terceiro lugar | Terceiro lugar | Terceiro lugar | Terceiro lugar |       |
|  |                  |                    | 7                | ITA Itália        | 37 |                   |           |           |                |                |                |                |       |
|  | 7                | ITA Itália         | 7                | ITA Itália        | 37 | 45                |           | 1         | RUS Rússia     | 40             |                |                |       |
|  | 7                | ITA Itália         |                  |                   |    | 45                |           | 1         | RUS Rússia     | 40             |                |                |       |
|  | 2                | BLR Bielorrússia   | 44               |                   |    |                   |           |           |                |                | 7              | ITA Itália     | 45    |

### Classificação 5º–8º
|  | Classificação 5–8 |                    |                   |  |   |                   |                    |                   |
|  | 8                 | USA Estados Unidos | 28                |  |   |                   |                    |                   |
|  | 5                 | CHN China          | 45                |  |   | Classificação 5–6 | Classificação 5–6  | Classificação 5–6 |
|  |                   |                    |                   |  |   | 5                 | CHN China          | 30                |
|  | Classificação 5–8 | Classificação 5–8  | Classificação 5–8 |  | 3 | GER Alemanha      | 45                 |                   |
|  | 3                 | GER Alemanha       | 45                |  |   |                   |                    |                   |
|  | 2                 | BLR Bielorrússia   | 40                |  |   | Classificação 7–8 | Classificação 7–8  | Classificação 7–8 |
|  |                   |                    |                   |  |   | 8                 | USA Estados Unidos | 35                |
|  |                   |                    |                   |  |   | 2                 | BLR Bielorrússia   | 45                |

## Classificação final

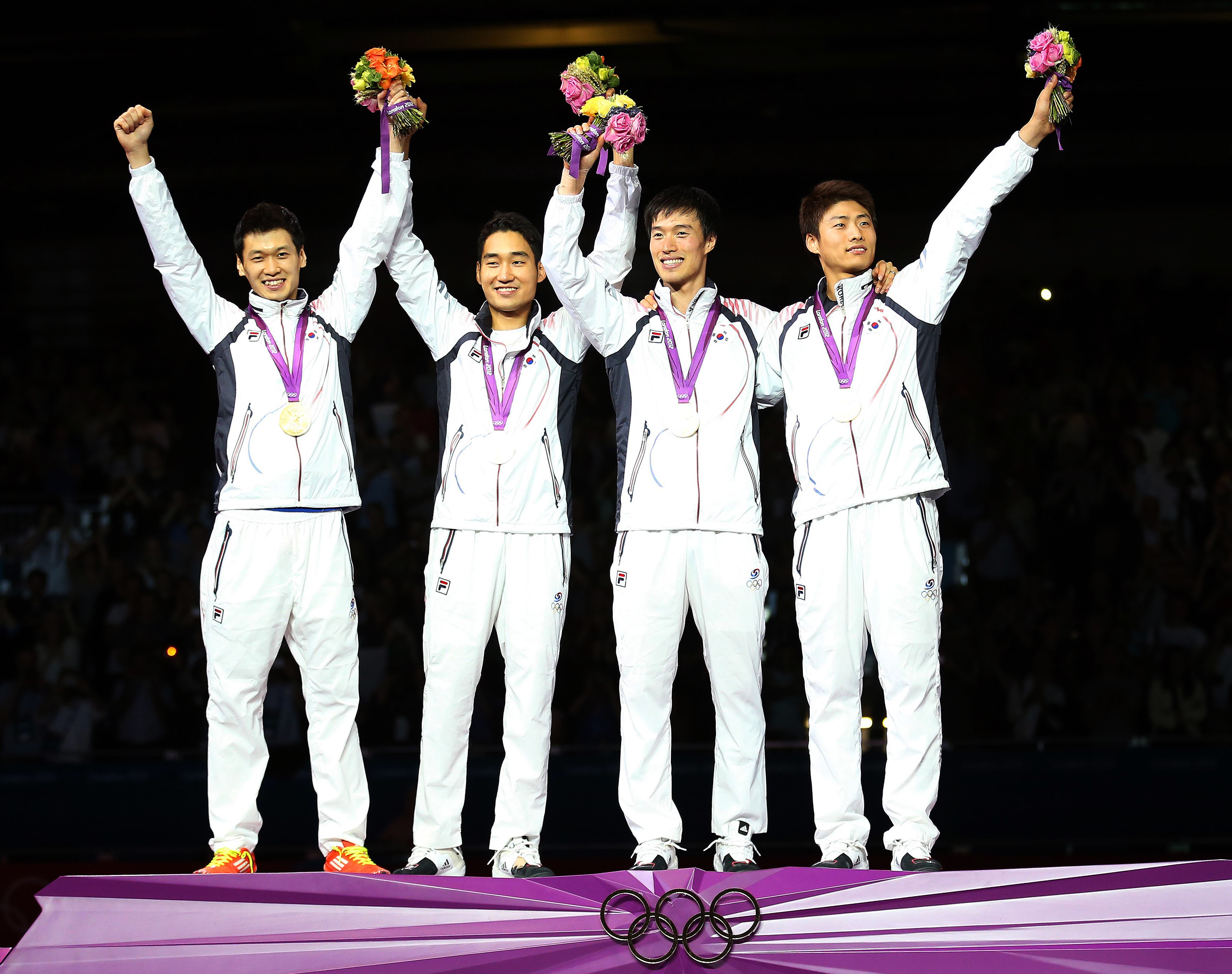
Equipe sul-coreana medalhista de ouro no sabre.

| Pos.              | CON                | Equipe                                                                   |
| ----------------- | ------------------ | ------------------------------------------------------------------------ |
| Medalha de ouro   | KOR Coreia do Sul  | Gu Bon-gil Kim Jung-hwan Won Woo-young Oh Eun-seok                       |
| Medalha de prata  | ROU Romênia        | Tiberiu Dolniceanu Rareș Dumitrescu Florin Zalomir Alexandru Sirițeanu   |
| Medalha de bronze | ITA Itália         | Aldo Montano Diego Occhiuzzi Luigi Tarantino Luigi Samele                |
| 4                 | RUS Rússia         | Nikolay Kovalev Veniamin Reshetnikov Aleksey Yakimenko                   |
| 5                 | GER Alemanha       | Max Hartung Nicolas Limbach Benedikt Wagner Björn Hübner                 |
| 6                 | CHN China          | Liu Xiao Wang Jingzhi Zhong Man Jiang Kelü                               |
| 7                 | BLR Bielorrússia   | Aliaksandr Buikevich Dmitry Lapkes Valery Pryiemka Aliaksei Likhacheuski |
| 8                 | USA Estados Unidos | Daryl Homer Tim Morehouse James Leighman Williams Jeff Spear             |